# Лон Чејни
Леонидас Френк „Лон” Чејни (енгл. Leonidas Frank "Lon" Chaney; 1. април 1883—26. август 1930) био је амерички глумац, редитељ, сценариста и филмски шминкер. Због своје способности трансформације и прилагођавања различитим улогама, Чејни је познат под надимком Човек са хиљаду лица.
Сматра се једним од најбољих глумаца из ере немог филма. Најпознатији је по главним улогама у хорор филмовима као што Звонар Богородичине цркве (1923) и Фантом из опере (1925), али и мноштву изгубљених филмова попут Договора на слепо (1922), Док Париз спава (1923) и Лондона после поноћи (1927).
Године 1905. оженио је певачицу Кливу Крејтон, са којом је наредне године добио сина јединца Лона Чејнија млађег, који је такође постао познати глумац. Од Кливе се развео 1913, а 1915. је оженио Хејзел Бенет Хастингс. Крајем 1929. добио је пнеумонију и убрзо након тога му је дијагностикован рак плућа. Преминуо је 26. августа 1930. у болници у Лос Анђелесу.
Чејни има своју звезду на Холивудској стази славних, од њеног оснивања 1960.